# ایروکویی فالز
ایروکویی فالز (به انگلیسی: Iroquois Falls) یک منطقهٔ مسکونی در کانادا است که در بخش کوکرین واقع شده‌است. ایروکویی فالز ۴٬۵۳۷ نفر جمعیت دارد و ۲۵۹٫۱ متر بالاتر از سطح دریا واقع شده‌است.